# Kleinmürbisch
Kleinmürbisch (węg. Felsömedves, burg.-chorw. Mali Medveš) – gmina w Austrii, w kraju związkowym Burgenland, w powiecie Güssing. Liczy 245 mieszkańców (1 stycznia 2014).